# Marchais-Beton
Marchais-Beton korábbi község (település) Franciaországban, Saône-et-Loire megyében. 2016. január 1-jén további 13 korábbi községgel egyesült és azokkal együtt Charny Orée de Puisaye új község része lett.
Lakosainak száma 124 fő (2018. január 1.). Marchais-Beton Chambeugle, Le Charme, Saint-Maurice-sur-Aveyron, Champignelles, Malicorne és Saint-Martin-sur-Ouanne községekkel határos.

## Népesség
A település népességének változása:
| Lakosok száma | 190  | 230  | 142  | 125  | 118  | 123  | 119  | 129  | 124  | 124  |
|               | 1962 | 1968 | 1975 | 1982 | 1990 | 2008 | 2013 | 2015 | 2017 | 2018 |